# 黃袞 (清朝)
黃袞，字芳榮，號補堂，廣東省嘉應州鎮平縣白馬鄉新坊村人。清朝政治人物。

## 生平
年輕時讀書求取功名，但一直沒有成就，當時臺灣設粵籍生員八名，於是前往臺灣進取。乾隆五十一年（1786年）時，臺灣發生林爽文事件，威脅位於臺灣南部的客家人僑居的村莊。黃袞以一介書生，追隨其師曾中立，慷慨策劃團練六堆義勇，事成後，授六品銜，賞戴藍翎，議敘江西州判。嘉慶七年（1802年），摺委署陝西省白河知縣，在該縣的大山廟剿白蓮教軍時，歿於陣。
黃袞之後人於近代，循著先祖的遷移的軌跡，自廣東渡海至臺灣，於高雄縣定居，並將林爽文事件的隨軍戰爭筆記《邀功紀略》公諸於世。